# Förde

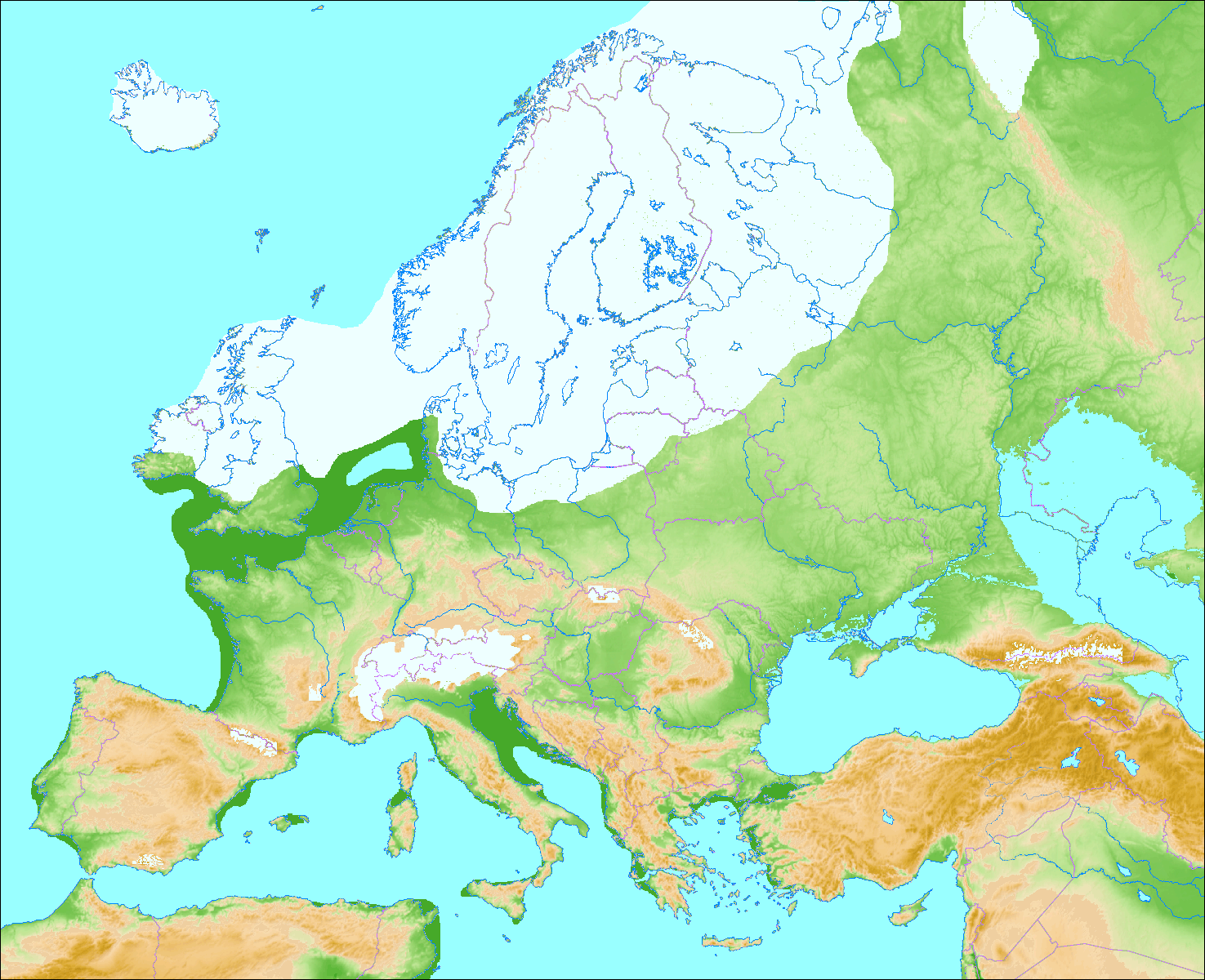
Europa in der Weichsel- bzw. Würm-Kaltzeit

Als Förde bezeichnet man eine von einer landwärts wandernden Gletscherzunge gegrabene, üblicherweise schmale Meeresbucht. Sprachlich sind Förde die deutsche und Fjord die skandinavische Variante desselben Wortes. Geologisch gesehen sind die Förden aber keine Fjorde, weil letztere durch seewärts wandernde Gletscher entstanden. An der Ostküste der Kimbrischen Halbinsel werden teilweise dieselben Ostseebuchten auf Dänisch Fjord und auf Deutsch Förde genannt. Die Fjärdar der schwedischen und finnischen Ostseeküste sind geologisch dagegen weder Förden noch Fjorde.

## Entstehung
Als geologischer Begriff unterscheiden sich Fjord und Förde, obwohl beides glaziale Rinnen sind, also Täler, die durch Gletscher vertieft wurden. Während Fjorde von Gebirgsgletschern gegraben wurden, deren in Hochtälern (Karen) entstandenes Eis sich seewärts bewegte, wurden die Förden von Zungen eines großen Eispanzers gegraben, der während der Weichseleiszeit vor etwa 20.000 bis 70.000 Jahren die Becken von Ostsee und Kattegat bedeckte und dessen Eis sich in flachem Gelände landwärts bewegte. Sie enden daher in einer Grundmoränen-Landschaft. Aufgrund dieser Entstehungsweise ist für Förden das weitgehende Fehlen von Seitentälern, insbesondere von Hängetälern, typisch.

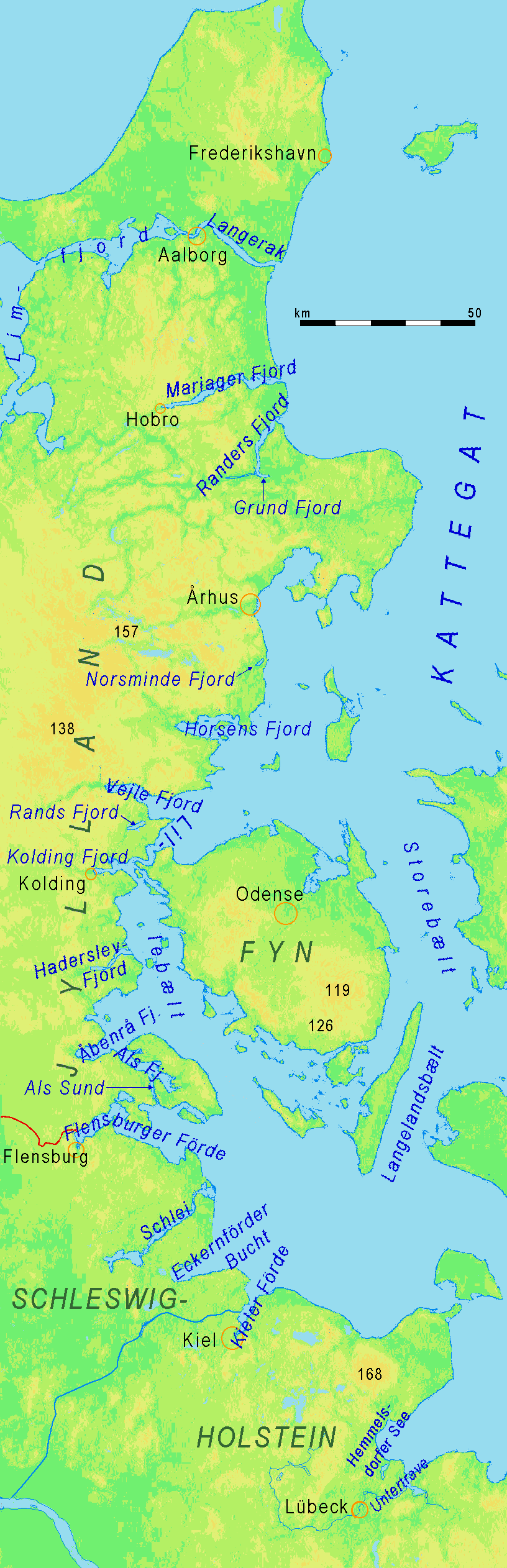
Förden und fördenartige dänische Fjorde

## Liste
– Reihenfolge von Norden nach Süden –

### Förden an der Ostküste Jütlands
- Langerak, 32 km lang, östlicher Teil des Limfjords; östliche Einfahrt vom Kattegat her, westlich Verbindung zu den lagunenartigen übrigen Teilen des Limfjords.
- Mariagerfjord, 35 km, Strömungsrinne 42 km lang.
- Randers Fjord, 30 km lang, Einfahrt von Norden, verzweigt sich im Süden T-förmig.
  - Grund Fjord, östlicher Arm des „Querbalkens“ des T, weniger verlandet als der innere Teil des Randers Fjords.
- Norsminde Fjord, nur noch wenig über 3 km lang, durch Landgewinnung seit 1830 verkürzt und durch weitgehende Verlandung der Einfahrt zum Binnensee mit kanalisiertem Meerzugang geworden.
- Horsens Fjord, 16 km lang; die Einfahrt zwischen den Inseln Alrø und Hjarnø heißt Alrø Sund.
- Vejle Fjord, 12 km lang.
- Rands Fjord, nur 3 km lang, im 19. Jahrhundert noch eine Förde. Nachdem die Einfahrt durch einen Damm versperrt wurde, jetzt Süßwasserreservoir.
- Kolding Fjord (dt. Koldinger Förde),[2] 10 km lang.
- Haderslev Fjord (dt. Haderslebener Förde),[3] 15 km lang, schmaler als die Schlei, stark geschlängelt.
- Aabenraa Fjord (dt. Apenrader Förde),[4] 10 km lang und 3 bis 4 km breit.
- Als Fjord (dt. Alsener Förde),[5] 12 km lang, mit dem Augustenborg Fjord (Augustenburger Förde) sogar 20 km, breite Einfahrt von Norden sowie südlich der Als Sund als schmaler seitlicher „Hintereingang“; Augustenborg Fjord heißt das blinde Ende östlich des Als Sunds.

### Förden (Grenze und Deutschland)
In Schleswig-Holstein gibt es drei Förden und zwei ehemalige Förden:
- Die Flensburger Förde ist Teil der deutsch-dänischen Grenze. Die Länge kann je nach Definition mit 40 bis 50 km angegeben werden.
- Die Eckernförder Bucht (dänisch: Egernførde Fjord) ist ebenfalls eine von Gletschern ausgehobelte[6] – sehr breite – Förde. Der Namensbestandteil „förde“ im Ortsnamen Eckernförde hingegen steht wohl für Furt.[7]
- Die Kieler Förde, zu der geologisch auch ein Teil der Kieler Bucht gehört.
- Die frühere Hemmelsförde ist durch einen niedrigen Dünenstreifen heute als Hemmelsdorfer See von der Lübecker Bucht abgetrennt.
- Die frühere Traveförde, heute durch Sandablagerungen teilweise verlandet und durch den Nehrungshaken Priwall von der Lübecker Bucht getrennt. Der offen gebliebene Rest, die mesohaline Pötenitzer Wiek, hat nur noch durch die Mündung der Untertrave Zugang zur Ostsee.

Manchmal wird auch die Schlei als Förde bezeichnet. Allerdings handelt es sich hierbei nach der korrekten geographischen Definition um einen landeinwärts ragenden Meeresarm der Ostsee.